# Narodowy Front Wyzwolenia Moro
Narodowy Front Wyzwolenia Moro (ang. Moro National Liberation Front, MNLF) – organizacja ludności muzułmańskiej Moro, powstała w 1969 roku. MNLF działa na południu Filipin (Mindanao, archipelag Sulu, Palawan). Narodowy Front Wyzwolenia Moro walczył zbrojnie o autonomię, a później o oderwanie od Filipin wysp Mindanao, Palawanu i archipelagu Sulu. Założycielem i obecnym liderem organizacji jest Nur Misuari.
Od początku istnienia organizacji, w MNLF aktywna była inteligencja muzułmańska. Członkowie Narodowego Frontu Wyzwolenia Moro uzbrojeni byli głównie w broń strzelecką. Zbrojnym ramieniem Frontu była Armia Bangsa Moro.
Największa aktywność MNLF przypadła na okres prezydentury Ferdinanda Marcosa. Wiosną 1971 r. w prowincjach Cotabato i Lanao na Mindanao doszło do starć między muzułmańskimi powstańcami a chrześcijańskimi osadnikami, które przyniosły 200 ofiar. W 1973 r. powstanie muzułmańskie (w którym uczestniczy już kilkanaście tysięcy ludzi) rozszerza się na Mindanao, Sulu i Palawan. W 1976 r. (zwłaszcza wiosną i latem) dochodzi do nasilenia walki Moro (ginie kilkudziesięciu żołnierzy). Front stosował też metody terrorystyczne, np. porywając samoloty w kwietniu 1975 r. i maju 1976 r.. 
W 1974 roku rząd rozpoczął zorganizowaną walkę zbrojną przeciwko MNLF. Marcos rozpoczął także rozmowy dyplomatyczne, które miały zakończyć walkę zbrojną w zamian za ustępstwa. 23 grudnia 1976 w Trypolisie zakończono rozmowy pokojowe pomiędzy rządem a organizacją. W wyniku rozmów przerwano ogień i utworzono 13 prowincji w autonomicznym regionie Mindanao i Sulu.
W 1977 roku Haszim Salamat doprowadził do rozłamu w MNLF, nie akceptując promowanego wówczas umiarkowanego stanowiska grupy w relacjach z władzą filipińską. W wyniku rozpadu powstał Islamski Front Wyzwolenia Moro. W 1991 roku z MNLF wyłoniła się organizacja Abu Sajjafa.
MNLF zawarł formalne porozumienie z rządem w 1997 roku. 17 czerwca 2002 Nur Misuari zerwał porozumienie, atakując armię na wyspie Jolo. 22 czerwca 2002 roku malezyjska policja aresztowała Nura Misuariego i sześciu jego współpracowników.
W sierpniu 2013 roku lider organizacji ogłosił powstanie niepodległej, islamskiej republiki na obszarze południowych wysp Filipin. Od 9 do 23 września 2013 roku Narodowy Front Wyzwolenia Moro walczył z siłami bezpieczeństwa w mieście Zamboanga. 4 października 2013 roku oddział policji wdarł się do domu założyciela MNLF, Nura Misauriego, oskarżonego o przygotowanie śmiertelnego ataku w Zamboanga.